# Highwayman 2
Highwayman 2 è il secondo album in studio del supergruppo musicale statunitense The Highwaymen, pubblicato nel 1990.

## Tracce
1. Silver Stallion – 3:12 (Lee Clayton)
2. Born and Raised in Black and White – 4:01 (Don Cook, John Barlow Jarvis)
3. Two Stories Wide – 2:35 (Willie Nelson)
4. We're All in Your Corner – 3:04 (Bobby Emmons, Troy Seals)
5. American Remains – 4:07 (Rivers Rutherford)
6. Anthem '84 – 2:43 (Kris Kristofferson)
7. Angels Love Bad Men – 3:33 (Waylon Jennings, Roger Murrah)
8. Songs That Make a Difference – 2:55 (Johnny Cash)
9. Living Legend – 3:59 (Kristofferson)
10. Texas – 2:39 (Nelson)

## Formazione
- Willie Nelson - voce, chitarra
- Johnny Cash - voce
- Waylon Jennings - voce
- Kris Kristofferson - voce
- Gene Chrisman - batteria
- Mike Leech - basso
- Reggie Young, Johnny Christopher, Chips Moman, Shawn Lane - chitarra
- Bobby Emmons, Bobby Wood - tastiera
- Mickey Raphael - armonica
- Robby Turner - steel guitar